# 1999專線
1999專線為台灣部份地方縣市政府推出的民眾服務專線，臺北市在2005年1月24日正式啟用「1999臺北市民當家熱線」，高雄市在2008年則效法美國紐約整合各局處功能的311專線而推出，此政策隨後發展至其他縣市，主要功能為解決民眾對於各種政策上的疑惑所推出之單一電話號碼撥號服務，簡化了原本使用0800受話方付費電話及整合各單位電話，以一支號碼方便記憶，提供民眾解決各種非緊急事務，如投訴、諮詢、查詢政府臨時動態等。

## 技術
1999專線利用電信語音技術，讓使用者用室內電話撥打時，能自動偵測發話者所在地轉接至當地縣市政府，而不會有撥錯縣市的狀況。而1999專線結合網際協議通話技術（VoIP），令使用者亦能透過網路電話直接撥打。

## 1999專線實施縣市
| 縣市           | 備註 |
| -------------- | --- |
| 臺北市         | 第一代1999專線，2005年1月25日啟用，服務內容以臺北市政府內電話總機性質為主 2008年7月3日優化後第二代「1999臺北市民當家熱線」啟用（市內電話、手機、預付卡免付費，以公用電話撥打須付費）                                                               |
| 高雄市         | 2008年4月1日啟用（中華、臺灣、遠傳、亞太、臺灣之星預付卡免付費；市內電話、手機、其餘預付卡、公用電話須付費） |
| 新北市         | 2008年7月1日啟用，前5分鐘免費（實施範圍:市話以及行動電話月租型用戶；預付卡以及公共電話不納入實施範圍）（市內電話、手機免付費，預付卡、公用電話須付費）                                                                                             |
| 臺中市         | 2009年7月1日啟用；原臺中縣2009年5月1日啟用；臺中市：前5分鐘免費（實施範圍:市話以及行動電話月租型用戶；預付卡以及公共電話不納入實施範圍） |
| 苗栗縣         | 2009年5月5日啟用（市內電話、手機須付費） |
| 彰化縣         | 2024年8月12日啟試營運（前5分鐘免費） |
| 南投縣         | 2009年5月15日啟用（市內電話、手機須付費） |
| 臺南市         | 2010年12月15日啟用（市內電話、手機須付費）；原臺南縣2009年7月20日起試營運；2019年11月28日起增加網路版市民專線 |
| 桃園市         | 2009年8月28日啟用，前10分鐘免費（實施範圍:市話以及行動電話月租型用戶；預付卡以及公共電話不納入實施範圍）（市內電話、手機免付費，預付卡、公用電話須付費）                                                                                           |
| 花蓮縣         | 2010年3月啟用（免付費，以預付型手機、公用電話撥打須付費） |
| 宜蘭縣         | 2012年6月19日正式啟用（須付費，服務時間為上午8時至晚間22時） |
| 新竹市         | 2011年1月4日啟用（市內電話、手機須付費） |
| 金門縣         | 2011年8月1日啟用，前10分鐘免費（實施範圍:市話以及行動電話月租型用戶；預付卡以及公共電話不納入實施範圍） |
| 臺東縣         | 2011年11月24日啟用（市內電話、手機須付費） |
| 雲林縣         | 2013年6月10日啟用，前5分鐘免費（實施範圍:市話以及行動電話月租型用戶；預付卡以及公共電話不納入實施範圍） |
| 連江縣（馬祖） | 2012年1月1日正式啟用，服務時間為上午8時至晚間22時 |
| 基隆市         | 2012年6月4日起試營運，2012年6月19日正式啟用 |
| 屏東縣         | 2015年2月1日正式啟用，服務時間為上午8時至晚間22時，須付費 |
| 澎湖縣         | 2015年12月15日正式啟用，前五分鐘免費 |
| 新竹縣         | 2016年6月1日正式啟用，服務時間為平日上午8時至晚間21時。假日上午8時至晚間17時，須付費 |
| 嘉義市         | 2012年1月1日啟用（市內電話、手機免付費，預付卡、公用電話須付費）；2016年3月31日至2020年9月24日止停止1999專線服務，由市府總機225-4321接手，服務時間則縮短為每日上午8時至晚上10時；2020年9月25日起恢復24小時的1999市民專線，並同步增加網路版市民專線 |
| 嘉義縣         | 2018年2月16日啟用（市內電話、手機須付費） |

## 1999聽障簡訊專線實施縣市
| 電話 | - 臺北市（0975-10-1999） - 臺中市（0975-90-1999） |

## 以其他號碼提供服務專線的縣市
| 縣市   | 電話號碼      | 備註         |
| ------ | ------------- | ------------ |
| 彰化縣 | (04) 753-1999 | 提供24HR服務 |

## 服務內容
| 內容 | - 府內外各單位電話轉交 - 縣市施政諮詢服務 - 申訴檢舉通報 - 公文申辦查詢 - 藝文活動詢問 - 交通網絡諮詢服務 - 道路故障申報 - 旅遊導覽簡介 - 社會福利諮詢 |

## 時間
大部份縣市為24小時提供服務，少部份則為按政府機關上班時間提供服務。

## 外部連結
- 1999市民當家熱線服務網－台北市Archive.today的存檔，存档日期2012-12-23
- 1999新北市政府WebCall網頁電話（页面存档备份，存于）
- 1999臺中市民一碼通·WebCall（页面存档备份，存于）
- 台南市民服務熱線（页面存档备份，存于）
- 高雄萬事通－高雄市（页面存档备份，存于）
- 1999市民諮詢服務熱線－桃園市
- 基隆市政府1999市民熱線
- 苗栗縣民當家熱線－苗栗縣（页面存档备份，存于）
- 澎湖縣1999縣民服務專線－澎湖縣（页面存档备份，存于）